# Хираяма, Киёцугу
Киёцугу Хираяма (яп. 平山 清次 Хираяма Киёцугу, 1874—1943) — японский астроном.

## Биография
Родился в городе Сендай префектуры Мияги, в 1896 году окончил Токийский университет, после чего работал в том же университете (с 1919 года — в качестве профессора). Член Японской академии.
Основные труды в области небесной механики, изменений широты, теории переменных звёзд, истории астрономии на Востоке. Наибольшую известность получили его исследования астероидов. Его первая научная работа (1901 года) была посвящена солнечному затмению на Суматре.
В 1915—1919 годах по предложению американского астронома Э. У. Брауна провел статистическое исследование орбит астероидов. Применил теорию вековых возмущений Лапласа — Лагранжа для разбиения орбит астероидов на генетические группы, ввёл понятие собственных эксцентриситета и наклонения. В результате выявил пять групп астероидов, обладающих сходными средними движениями, эксцентриситетом и наклонением орбит; эти группы он назвал семействами: семейства Фемиды, Эос, Корониды, Марии и Флоры. Иногда все эти семейства упоминаются под единым названием Семейство Хираямы. Выдвинул гипотезу, что члены каждого из этих семейств астероидов образовались в результате распада одного большого тела.
Кратер Хираяма на Луне назван в честь его и Сина Хираямы. Кроме того, в его честь назван астероид (1999) Хираяма.